# Heinrich Hacker
Heinrich Hacker, född 16 juni 1892 i Würzburg, död 5 december 1970 i Bamberg, var en tysk nazistisk politiker och Gruppenführer i SA. Från 1935 till 1939 ledde han SA-Brigade 6 i Danzig och från 1940 till 1945 förde han befälet över SA-Gruppe Warthe i Posen.
Från april till oktober 1933 var Hacker ledamot för Nationalsocialistiska tyska arbetarepartiet (NSDAP) i Bayerns lantdag.

### Webbkällor
- ”Hacker, Heinrich” (på tyska). Geschichte des Bayerischen Parlaments seit 1819. Haus der Bayerischen Geschichte. Arkiverad från originalet den 9 oktober 2014. https://www.webcitation.org/6TBMiP2mB?url=http://www.hdbg.de/parlament/content/persDetail.php?id=754. Läst 9 oktober 2014.